# Garet Djebilet
Garet Djebilet (também escrita Gâra Djebilet) é uma vila na comuna de Tindouf, no distrito de Tindouf, província de Tindouf, Argélia. A vila está localizada 134 quilômetros (83 milhas) ao sudeste de Tindouf, e é o local de uma mina de ferro.